# Taschtyk-Kultur
| Prähistorische Kulturen Russlands |                         |
| Mittelsteinzeit                   |                         |
| Kunda-Kultur                      | 7400–6000 v. Chr.       |
| Jungsteinzeit                     |                         |
| Bug-Dnister-Kultur                | 6500–5000 v. Chr.       |
| Dnjepr-Donez-Kultur               | 5500–4000 v. Chr.       |
| Sredny-Stog-Kultur                | 4500–3500 v. Chr.       |
| Jekaterininka-Kultur              | 4300–3700 v. Chr.       |
| Kammkeramische Kultur             | 4200–2000 v. Chr.       |
| Fatjanowo-Kultur                  | um 2500 v. Chr.         |
| Kupfersteinzeit                   |                         |
| Nordkaspische Kultur              |                         |
| Kurgankultur                      | 5000–3000 v. Chr.       |
| Samara-Kultur                     | um 5000 v. Chr.         |
| Chwalynsk-Kultur                  | 5000–4500 v. Chr.       |
| Botai-Kultur                      | 3700–3100 v. Chr.       |
| Jamnaja-Kultur                    | 3600–2300 v. Chr.       |
| Afanassjewo-Kultur                | 3500–2500 v. Chr.       |
| Ussatowe-Kultur                   | 3300–3200 v. Chr.       |
| Glaskowo-Kultur                   | 3200–2400 v. Chr.       |
| Bronzezeit                        |                         |
| Poltavka-Kultur                   | 2700–2100 v. Chr.       |
| Potapovka-Kultur                  | 2500–2000 v. Chr.       |
| Katakombengrab-Kultur             | 2500–2000 v. Chr.       |
| Abaschewo-Kultur                  | 2500–1800 v. Chr.       |
| Sintaschta-Kultur                 | 2100–1800 v. Chr.       |
| Okunew-Kultur                     | um 2000 v. Chr.         |
| Samus-Kultur                      | um 2000 v. Chr.         |
| Andronowo-Kultur                  | 2000–1200 v. Chr.       |
| Susgun-Kultur                     | um 1700 v. Chr.         |
| Srubna-Kultur                     | 1600–1200 v. Chr.       |
| Kolchis-Kultur                    | 1700–600 v. Chr.        |
| Begasy-Dandybai-Kultur            | um 1300 v. Chr.         |
| Karassuk-Kultur                   | um 1200 v. Chr.         |
| Ust-Mil-Kultur                    | um 1200–500 v. Chr.     |
| Koban-Kultur                      | 1200–400 v. Chr.        |
| Irmen-Kultur                      | 1200–400 v. Chr.        |
| Spätirmen-Kultur                  | um 1000 v. Chr.         |
| Plattengrabkultur                 | um 1300–300 v. Chr.     |
| Aldy-Bel-Kultur                   | 900–700 v. Chr.         |
| Eisenzeit                         |                         |
| Baitowo-Kultur                    |                         |
| Tagar-Kultur                      | 900–300 v. Chr.         |
| Nosilowo-Gruppe                   | 900–600 v. Chr.         |
| Ananino-Kultur                    | 800–300 v. Chr.         |
| Tasmola-Kultur                    | 700–300 v. Chr.         |
| Gorochowo-Kultur                  | 600–200 v. Chr.         |
| Sagly-Baschi-Kultur               | 500–300 v. Chr.         |
| Jessik-Beschsatyr-Kultur          | 500–300 v. Chr.         |
| Pasyryk-Stufe                     | 500–300 v. Chr.         |
| Sargat-Kultur                     | 500 v. Chr.–400 n. Chr. |
| Kulaika-Kultur                    | 400 v. Chr.–400 n. Chr. |
| Tes-Stufe                         | 300 v. Chr.–100 n. Chr. |
| Schurmak-Kultur                   | 200 v. Chr.–200 n. Chr. |
| Taschtyk-Kultur                   | 100–600 n. Chr.         |
| Tschernjachow-Kultur              | 200–500 n. Chr.         |

Die Taschtyk-Kultur (russisch Таштыкская культура; nach dem Grabungsort am Fluss Taschtyk (⊙), kleiner linker Nebenfluss des Jenissei, nahe Bateni) war in der jüngeren Eisenzeit im Minussinsker Becken und in Chakassien im südlichen Sibirien verbreitet. Sie löste im 1. Jahrhundert n. Chr. die Tes-Stufe ab und lässt sich in zwei Stufen teilen, die sich vor allem im Grabbrauch unterscheiden.

## Bateni-Stufe
In der älteren Bateni-Stufe wurden die Toten in Flachgräbern bestattet. Je zwei bis vier Verstorbene lagen in gestreckter Rückenlage in einer hölzernen Kammer, deren Boden mit Birkenrinde ausgelegt war. Viele Tote wurden mumifiziert; anschließend wurde ihr Gesicht mit einer Totenmaske aus Lehm abgedeckt, die teilweise mit bunten Kreisen und Spiralen bemalt wurde. Gelegentlich wurden die Toten verbrannt; in solchen Fällen wurden ihnen ausgestopfte Puppen mit Gesicht aus Lehm beigegeben. In vielen Fällen sind Kleidungsstücke und Haarreste erhalten. Daraus ergibt sich, dass Männer und Frauen geflochtene Zöpfe trugen, Frauen darüber hinaus auch hohe, zylindrische Hauben. An Kleidungsstücken blieben mit Fell gefütterte Jacken und Mäntel erhalten.
Die Keramik der Bateni-Stufe ähnelt der Ware der Tes-Stufe. Es finden sich Töpfe und Schüsseln mit einbiegendem Oberteil und konischem Hohlfuß, kugelige Gefäße mit Zylinderhals sowie Tonimitate von Bronzekesseln. Die Verzierung besteht aus plastischen Leisten, die in Bändern und Spiralen angeordnet wurden, und aus eingeritzten Schraffuren, Kreisen und schraffierten Dreiecken.

## Tepsej-Stufe
Im 3. Jahrhundert wurden die Flachgräber von Kurganen verdrängt, wodurch die Tepsej-Stufe gekennzeichnet wird. Die Kurgane der Tepsej-Stufe waren oval oder rechteckig bis quadratisch und bildeten kleine Gruppen, die oft in der Nähe von Flachgräberfeldern standen. Im Gegensatz zur früheren Tagar-Kultur standen die Grabkammern, bei denen es sich um Holzbalkenkonstruktionen handelte, nicht in Schächten, sondern ebenerdig. Die Gräber wurden mehrfach bestattet, in einigen Fällen mit über hundert Toten; in einigen Gräbern wurden auch seitliche Eingänge gebaut. Kinder wurden nicht in Kurganen, sondern in Flachgräbern bestattet. Ansonsten unterscheidet sich der Grabbrauch der Tepsej-Stufe nicht von der Bateni-Stufe. In der Nähe der Nekropolen standen Stein- oder Holzstelen, an denen Tiere und angeblich auch Menschen geopfert wurden.
Neben den schon aus der Bateni-Stufe bekannten Keramiktypen zeigen sich in der Tepsej-Stufe auch breite Töpfe mit kurzem Zylinderhals. Die Verzierung bestand jetzt aus Leisten, Ritzungen, Abdrücken, Kerben und Buckeln, die zu komplexen Mustern angeordnet wurden. Als besonders typisch gelten darüber hinaus bronzene Gürtelgarnituren und Gürtelschnallen. Von besonderer Bedeutung sind einige Knochenplatten mit figuralen Ritzungen, die Jagdszenen und Kämpfe zwischen Kriegern darstellen.
Im Gegensatz zu den Nekropolen ist das Siedlungswesen der Taschtyk-Kultur noch schlecht erforscht. Bei Grabungen kamen immerhin Reste von ebenerdigen Pfostenbauten und Grubenhäusern sowie von Werkstätten zur Eisenverarbeitung und Töpferöfen zum Vorschein. Durch Knochenfunde sind die Zucht von Rindern, Pferden, Schafen und Ziegen sowie Jagd und Fischfang nachgewiesen. Aufgrund von Getreideresten wird auch Ackerbau angenommen.
Im 5. oder 6. Jahrhundert ging die Taschtyk-Kultur in die Tschaatas-Kultur über.

## Sprache
Es ist nicht bekannt welche Sprache zur Zeit der Taschtyk-Kultur gesprochen wurde, es lässt sich aber indirekt herleiten, dass es um die Zeit der Taschtyk-Kultur oder der vorherigen Tes-Stufe zu allmählichen sprachlichen Veränderungen in der Region des Minussinsker Beckens und des südlich benachbarten Altai gekommen sein muss. Vor der Taschtyk-Kultur existierten hier die Tes-Stufe (300 v. Chr.–100 n. Chr.), die Pasyryk-Stufe (500–300 v. Chr.), die Tagar-Kultur (900–300 v. Chr.) und die Aldy-Bel-Kultur (900–700 v. Chr.), die zu den frühesten Nomadenkulturen gehören und archäologisch zum Ausgangspunkt der schnellen Expansion der Reitervölker der Skythen und Sarmaten nach Westen und der Massageten und Saken nach Südwesten wurden. Weil sprachliche Hinterlassenschaften (Namen und einige Texte und Inschriften) der Skythen und Sarmaten im Westen zu den alt-nordostiranischen Sprachen, die der Saken im Süden zu den alt-südostiranischen Sprachen gehören, wird davon ausgegangen, dass auch die Träger dieser Ausgangskulturen im Nordosten ostiranische Idiome sprachen.
Dagegen folgten unmittelbar nach der Taschtyk-Kultur in genau dieser Region die Tschaatas-Kultur der Jenissei-Kirgisen, als hier und weiter südlich die Orchon-Runen und Jenissei-Runen (600–900 n. Chr.) entstanden, die frühesten zweifelsfrei turksprachigen Inschriften, die auch ausschließlich turksprachige Texte niederschrieben, die den iranischen Sprachen nicht verwandt sind. Weil sich um 600 keine Bevölkerungsveränderung archäologisch nachweisen lässt, wird davon ausgegangen, dass schon eher ein sprachlicher Übergang von den iranischen zu den Turksprachen in der Region stattgefunden haben muss, wobei die Vorbewohner aber nicht verdrängt, sondern sprachlich-kulturell assimiliert wurden, weil ältere Kulturelemente neben jüngeren fortbestanden. Nach den Hypothesen des russischen Archäologen Sergej Toplouchow geschah die Etablierung der neuen Sprachen seit der mittleren Taschtyk-Kultur um 300 n. Chr. oder schon vorher seit der Tes-Stufe im 1. Jahrhundert n. Chr., als Einwanderer aus dem Osten (Nachfolgekulturen der Plattengrabkultur) und aus dem Nordwesten neue kulturelle Elemente einführten, die neben die etablierten Traditionen traten. Dem könnte die allmähliche Ersetzung der iranischen Sprachen durch Turksprachen in der Region gefolgt sein. In der Archäologie werden die Taschtyk-Kultur und die Tes-Stufe zu den Übergangskulturen (transition cultures) vom skythisch-sakischen Kulturhorizont zum hunnisch-türkischen Kulturhorizont gezählt.

## Bilder

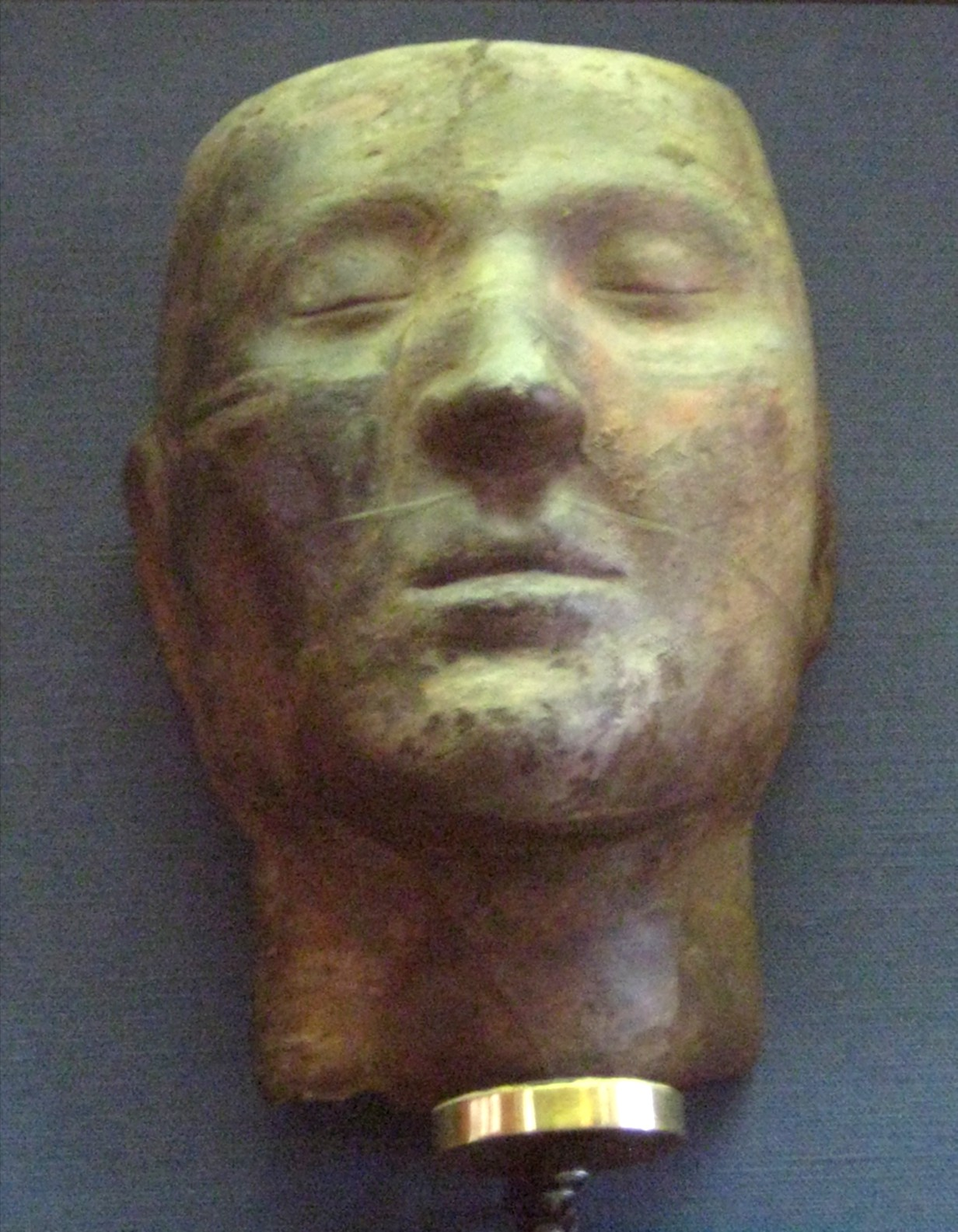
Totenmaske
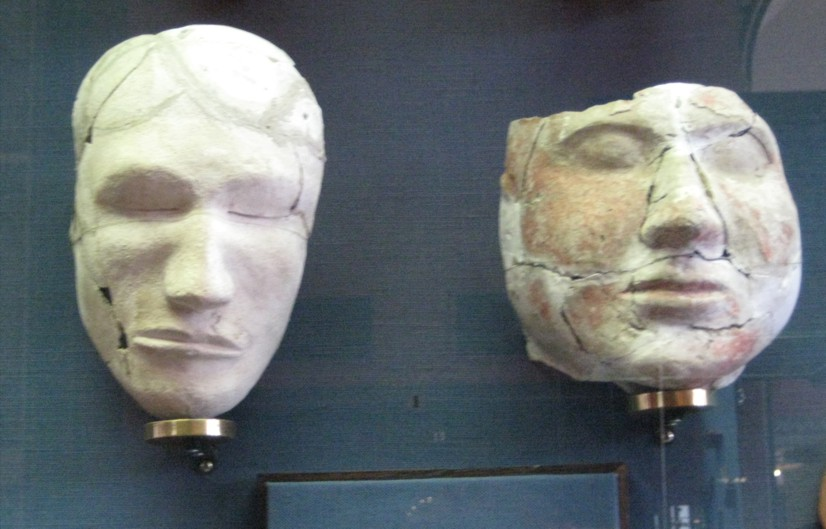
Totenmasken